# Donna D'Errico
Donna Jeanette D'Errico (Dothan, 30 maart 1968) is een Amerikaans actrice en model.
D'Errico was Playmate van de maand in september 1995. In 1996 kreeg ze een hoofdrol in Baywatch als 'Donna Marco', een rol die ze gedurende drie seizoenen op zich zou nemen. Ze speelde hetzelfde personage ook in Baywatch Nights. D'Errico had daarnaast vooral kleine rollen in films en televisieseries.
D'Errico huwde in 1996 met rockster Nikki Sixx, van wie ze in 2007 na elf jaar huwelijk scheidde. Ze kregen in 2001 samen een dochter. Voor D'Errico was het meisje haar tweede kind, nadat ze in 1993 een zoon kreeg in een andere relatie.

## Filmografie
*Exclusief televisiefilms
- Only God Can (2015)
- The Making of Plus One (2010)
- Inconceivable (2008)
- Intervention (2007)
- Comic Book: The Movie (2004)
- Kiss the Bride (2002)
- Austin Powers in Goldmember (2002)
- Candyman: Day of the Dead (1999)
- Baywatch: White Thunder at Glacier Bay (1998)

## Televisieseries
*Exclusief eenmalige (gast)rollen
- Baywatch - Donna Marco (1996-1998, 44 afleveringen)
- Nick Freno: Licensed Teacher - Samantha (1998, vier afleveringen)
- Baywatch Nights - Donna Marco (1996-1997, 34 afleveringen)

- Biblioteca Nacional de España: XX1493420
- Bibliothèque nationale de France: cb14041720b (data)
- Gemeinsame Normdatei: 1162722754
- International Standard Name Identifier: 0000 0000 5936 562X
- Nationale Bibliotheek van Polen: a0000001908440
- SNAC: w637857d
- Virtual International Authority File: 37117568
- WorldCat: E39PBJmtCCthYVd7HXbmqGjjYP